# Pachyneuron hammari
Pachyneuron hammari är en stekelart som beskrevs av Crawford 1914. Pachyneuron hammari ingår i släktet Pachyneuron och familjen puppglanssteklar. Inga underarter finns listade i Catalogue of Life.